# NGC 5760
NGC 5760 (również PGC 52833 lub UGC 9531) – galaktyka spiralna (Sa), znajdująca się w gwiazdozbiorze Wolarza. Odkrył ją William Herschel 24 maja 1791 roku. Jest to galaktyka z aktywnym jądrem typu LINER.